# Åkersenap
Åkersenap (Sinapis arvensis) art i familjen korsblommiga växter och hör till de vanligast och rikast förekommande ettåriga ogräsen i åkrar och andra odlingar i Sverige. Den förekommer naturligt i Europa och Nordafrika.

## Beskrivning
Åkersenapen har rent gröna blad och glest borsthårig stjälk. Dess skida är lång och platt. Denna växt är typisk för skidväxterna.
Till dess kännetecken hör den nedplattade och jämntoppade blomställningen, en kvast som efter blomningen förlängs så att frukterna sitter i klase. Den saknar helt skärmblad i blomställningen, har 4-bladig, likbladig, korsformig blomkrona och har 6 fyrväldiga ståndare. 
Fruktväggen är bildad av 2 fruktblad som förenas till ett enrummigt fröhus på det enkla sättet att det enas kanter växer samman med var sin av det andras kanter från basen ända till spetsen. Längs efter frukten löper alltså två fogar som på insidan är ribbformigt förtjockade och utgör fröfästen. Fröna är alltså parietalt fästade. Mellan dessa fröfästen sitter en tunn, vitaktig hinna utspänd, som avdelar skidan i två rum utefter fruktens hela längd med undantag av det i toppen sittande sprötet. Man kallar denna mellanvägg "falsk" eftersom den inte omedelbart utgörs av fruktbladens invikta kanter. När detta fröhus mognar, och skall släppa ut fröna, lösgörs de båda fruktbladen som två skenor eller s. k. "valvler" utefter hela sin längd från basen till sprötets början, med undantag av de ribbformiga fröfästena. På fruktskaftet sitter nu fröfästena kvar och omger den tunna mellanväggen som en smal ram. De omger också sprötet och även en del frön under en tid. 
Sinapis sägs ha "lång skida", eftersom dess längd är mer än 3 gånger så stor som bredden. Fröet består av endast fröskal och växtanlag. Det senare är krökt så att "lillroten" eller rotanlaget är böjt upp mot hjärtbladen. Rotanlaget ligger intill bredsidan av det ena hjärtbladet ("ryggliggande rotanlag") och båda hjärtbladen är böjda eller svepta omkring detta. Åkersenapen har svartbruna frön med svag senapssmak.  
Åkersenap kan genom sin mängd och rikliga frösättning bli skadlig i sädesåkrarna och svåra att utrota. Ett gammalt botemedel är besprutning med starkt utspädd järnvitriol, som dödar dem utan att skada säden. 

## Förekomst
Åkersenap förekommer i Götaland och Svealand men minskar ju längre norrut man kommer. Den växer på åkrar, i trädgårdar samt vägkanter men främst på näringsrika jordar. Den kan medföra skördeförluster redan vid måttlig förekomst och kan betydande kvalitetsproblem hos raps då deras frön inte går att skilja från varandra.
Åkersenap är en sommarannuell art, vilket betyder att den gror på våren och är därmed mer förekommande på åkrar där vårsådda grödor odlas. Dess frön kan överleva upp emot 20 år i marken. Då de gror, gror de tidigt och etablerar sig snabbt.

## Bekämpning
Förebyggande åtgärder som används mot åkersenap är att minska andelen vårsådda grödor då speciellt vårsådda oljeväxter.  En ökad andel vall och helst en tvåårig vall kan även se till att minska dess förekomst. När det kommer till mekanisk bekämpning är tidig blindharvning, och avslagning före frömognad två åtgärder som visat sig vara effektiva mot åkersenap.

## Externa länkar

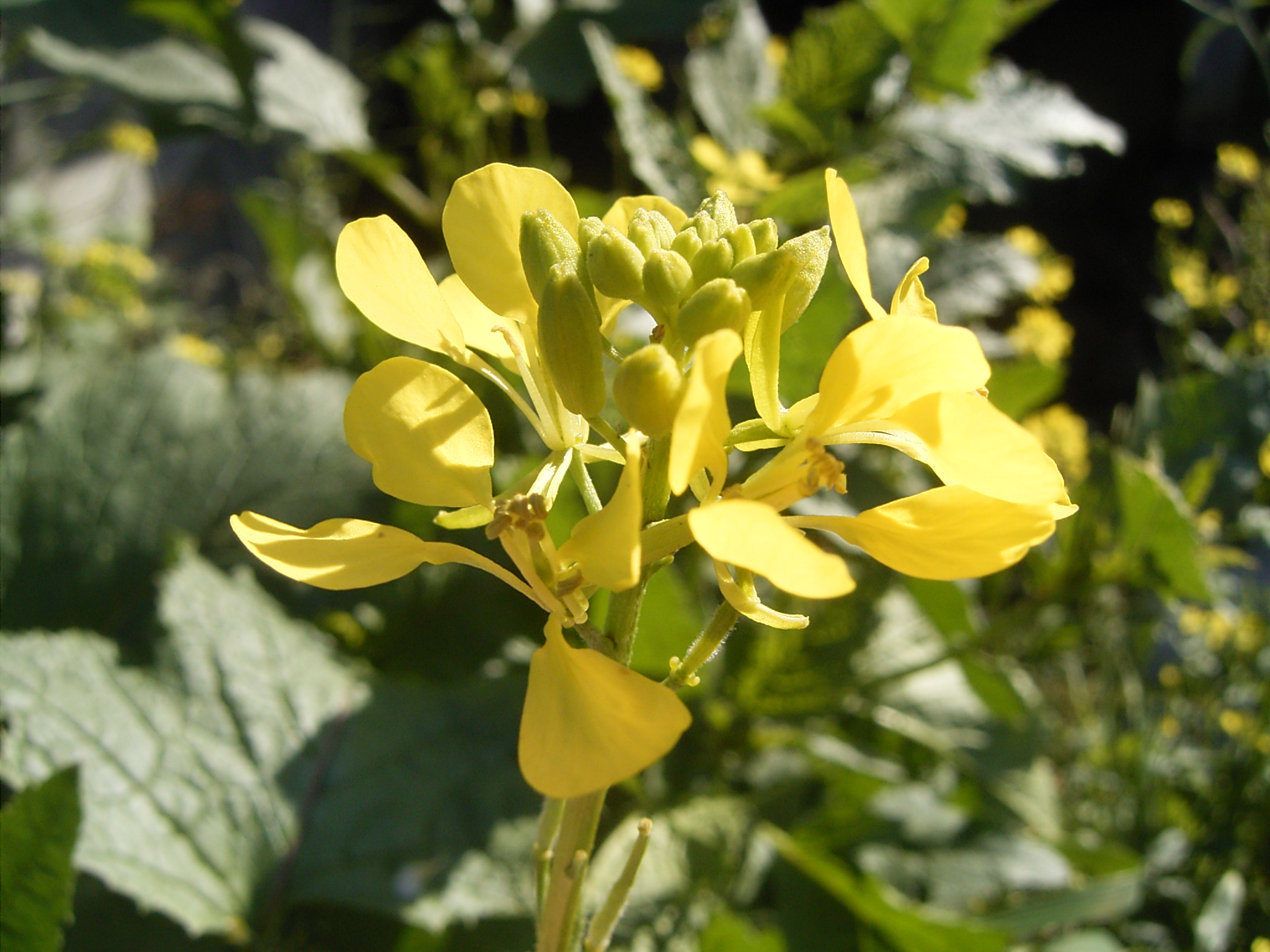
Närbild på blomställning